# Mellor Brook
Mellor Brook – wieś w Anglii, w hrabstwie Lancashire, w dystrykcie South Ribble. Leży 41 km na północny zachód od miasta Manchester i 301 km na północny zachód od Londynu.